# Малаховский, Бронислав Сигизмундович
Бронисла́в Сигизму́ндович Малахо́вский (Бронислав Василий-Пётр Малаховский; 1867, Витебская губерния, Российская империя — 1934, Ленинград, СССР) — русский и советский инженер, организатор советского паровозостроения, создатель паровоза серии С (1910), одного из лучших отечественных курьерских локомотивов, преодолевшего скоростной рубеж в 100 км/ч.

## Биография
Родился 2 января 1867 года в семье представителя древнего польского дворянского рода Малаховских (герб Наленч), управляющего помещичьим имением Сигизмунда Адама Малаховского (1830—20.02.1888, Санкт-Петербург) и его супруги Елизаветы. Воспитывался с братом Адамом-Адольфом, будущим выпускником Петербургской академии художеств и архитектором, одним из первых русских воздухоплавателей, и сёстрами Антониной, Ядвигой и Марией.
После окончания реального училища (1888; механико-техническое отделение дополнительного класса), поступил в Санкт-Петербургский практический технологический институт, который окончил в 1895 году.
Служил инженером на Сормовских заводах, с 1901 года — начальником паровозо-технического бюро. В 1907 году бюро возглавляемое Малаховским взялось за проектирование первого для Сормовского завода паровоза собственной конструкции. Машина, вобравшая многие достижения мирового паровозостроения, получилась очень удачной и впоследствии получила серию С.
После революции, в 1919 году, Малаховский уехал из Нижнего Новгорода в Москву, где стал начальником отдела паровозостроения Государственного объединения машиностроительных заводов (ГОМЗ). Одновременно он преподавал в Московском высшем техническом училище. В дальнейшем работал в руководящих организациях паровозостроительной промышленности, в ВСНХ и др.
В 1929 году по обвинению во вредительстве был арестован. Работал в «шарашке» — в ЦКБ-39 с известным впоследствии конструктором лёгких танков Н. А. Астровым. По воспоминаниям Астрова, Малаховский произвёл на него приятное впечатление своей эрудицией и собственным поведением; в разговорах о паровозах, Малаховский очень гордился паровозами серии С, которые сконструировал. В 1930 году был освобождён и стал работать инженером на «Невском заводе».
Умер 20 февраля 1934 года в Ленинграде. Похоронен на Волковском кладбище.

## Конструкторская деятельность
Б. С. Малаховский является создателем, помимо знаменитого паровоза С, и других русских паровозов. В их числе и сормовский вариант четырёхосного локомотива серии Ѵ (ижица)  — Ѵс (первоначальное обозначение — Чвп
с). Сормовская Ижица (1914 г.) оказалась самым мощным товарным паровозом серии и, одновременно, самым мощным в стране паровозом с осевой формулой 0-4-0.

## Сын
- Бронислав Брониславович Малаховский (1902—1937) — советский архитектор и художник-карикатурист, оформитель книг. Расстрелян в 1937 году, реабилитирован в 1958 году за отсутствием состава преступления